# Pseudephedrus neotropicalis
Pseudephedrus neotropicalis är en stekelart som beskrevs av Jaroslav Stary 1972. Pseudephedrus neotropicalis ingår i släktet Pseudephedrus och familjen bracksteklar. Inga underarter finns listade i Catalogue of Life.